# Arkadi Iwanowitsch Tschernyschow
Arkadi Iwanowitsch Tschernyschow (russisch: Аркадий Иванович Чернышёв, * 3. Märzjul. / 16. März 1914greg. in Nischni Nowgorod, Russisches Kaiserreich; † Februar 1992 in Moskau) war ein sowjetischer Eishockey-, Bandy- und Fußballspieler sowie Eishockeytrainer.

## Karriere

### Als Spieler
Arkadi Tschernyschow begann seine Sportlerkarriere bei Dynamo Moskau nicht als Eishockeyspieler, sondern als Bandy- und Fußballspieler. Schon 1937 konnte er mit Dynamo im Winter den Bandy-Pokal der Sowjetunion und im Sommer die Fußballmeisterschaft gewinnen. Den Gewinn der Bandy-Meisterschaft konnte er noch dreimal (1938, 1940 und 1941) wiederholen, 1940 wurde er außerdem erneut Fußballmeister. Zwischen 1945 und 1948 absolvierte er 44 Spiele für den FK Dinamo Minsk, spielte aber ab 1946 parallel für Dynamo Moskau in der sowjetischen Eishockey-Meisterschaft.
Am 22. Dezember 1946 wurde die erste sowjetische Eishockeymeisterschaft eröffnet und Arkadi Tschernyschow erzielte das erste Tor in der Geschichte dieser traditionsreichen Liga. Zwei Monate später konnte er zusammen mit seinen Mannschaftskameraden, die ebenfalls Bandy- und Fußballspieler waren, die erste sowjetische Meisterschaft feiern. Bis 1948 spielte er für Dynamo Moskau in der Eliteliga und erzielte vier Tore in 16 Spielen. Nach seinem Rücktritt als aktiver Spieler wurde Tschernyschow 1948 als Verdienter Meister des Sports der UdSSR ausgezeichnet.

### Als Trainer
Schon während seiner Zeit bei Dynamo arbeitete Tschernyschow als Spielertrainer und wurde nach seiner aktiven zeit als Spieler zu einem der erfolgreichsten Eishockeytrainer aller Zeiten. Zunächst war er für 27 Jahre Cheftrainer des HK Dynamo Moskau (1948–1975), mit dem er 1954 erneut Meister wurde, 1953 und 1972 den UdSSR-Pokal gewann und neun Vizemeisterschaften feiern konnte. Später war er noch Cheftrainer von Dinamo Riga.
Noch größere Erfolge konnte er als Trainer bzw. Assistenztrainer der sowjetischen Eishockeynationalmannschaft zwischen 1954 und 1972 erreichen: 
- vierfacher Olympiasieg 1956, 1964, 1968 und 1972
- elf Weltmeistertitel, davon neun direkt aufeinanderfolgende zwischen 1963 und 1971

Schon 1957 wurde er erneut, diesmal im Rahmen seiner Trainertätigkeit, als Verdienter Meister des Sports der UdSSR ausgezeichnet, aber erst 1999 nahm ihn die IIHF in deren Ruhmeshalle in der Kategorie Eishockeyfunktionär auf. Er starb im Februar 1992 in Moskau.